# Station Goodmayes
Goodmayes is een spoorwegstation van National Rail in Redbridge in Engeland. Het station is eigendom van Network Rail en wordt beheerd door Transport for London.

## Geschiedenis
Het station werd op 8 februari 1901 geopend door de Great Eastern Railway aan de Great Eastern Main Line. Het station had ooit een groot rangeerterrein voor goederenvervoer aan de noordkant maar dat werd afgestoten in het kader van de bezuinigingen die in 1963 door Beeching waren voorgesteld en het werd uiteindelijk opgebroken. Op het terrein tussen de doorgaande sporen en de High Road kwamen een supermarkt, andere winkels en woningen. Ook aan de zuidkant lag een emplacement tussen de doorgaande sporen en Kinfauns Road dat doorliep tot aan Chadwell Heath.
Goodmayes was in de plannen van Crossrail opgenomen als onderdeel van de oosttak van hun Elizabeth line. De bouw van de Elizabeth line begon in 2008 en zou eind 2018 geopend worden. De Elizabeth line werd echter pas op 17 mei 2022 geopend, vooruitlopend hierop nam Transport for London (TfL) op 31 mei 2015 de diensten tussen Liverpool Street en Shenfield over onder de naam TfL Rail. 

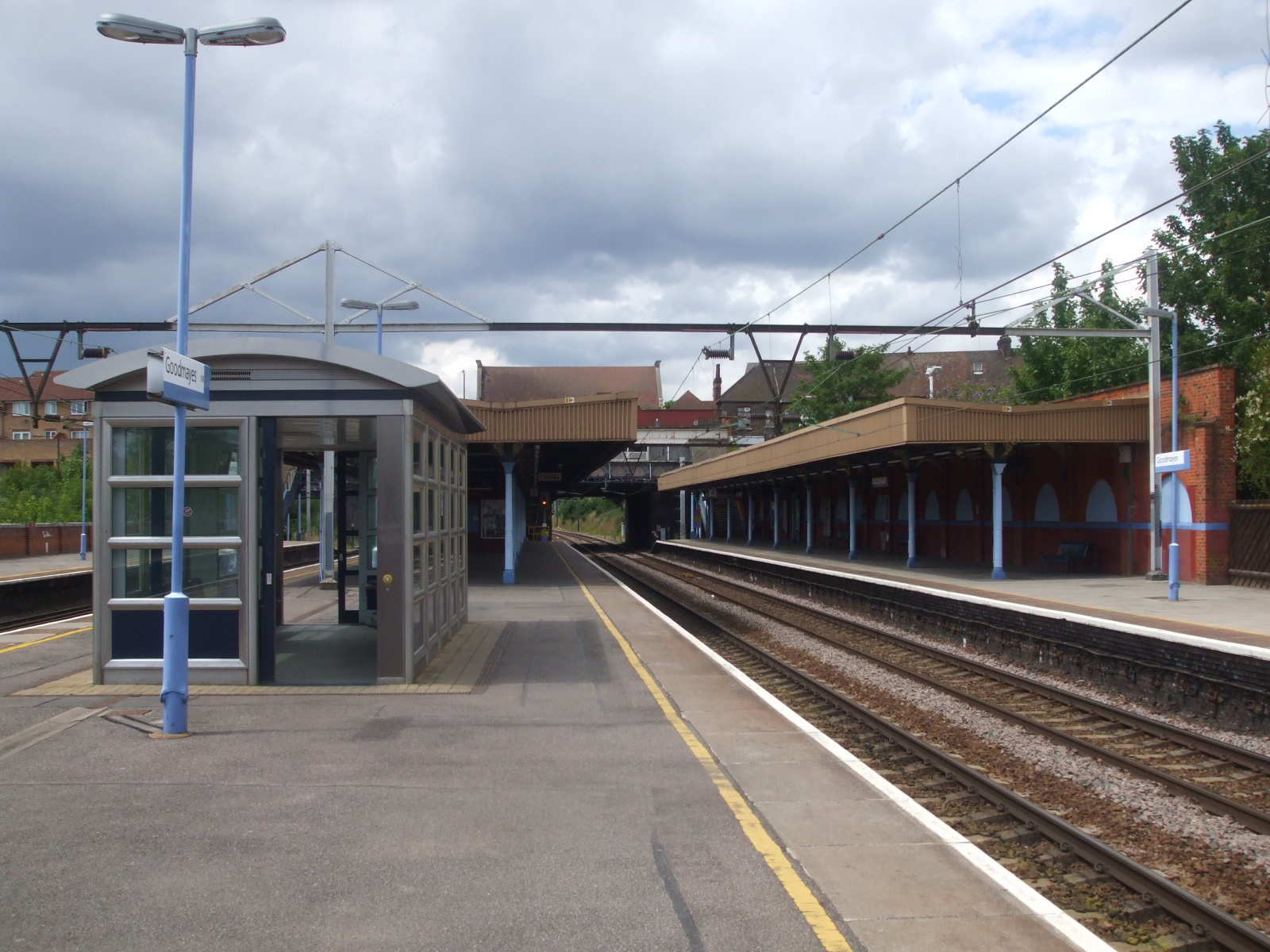
De perrons voor de voorstadsdiensten.
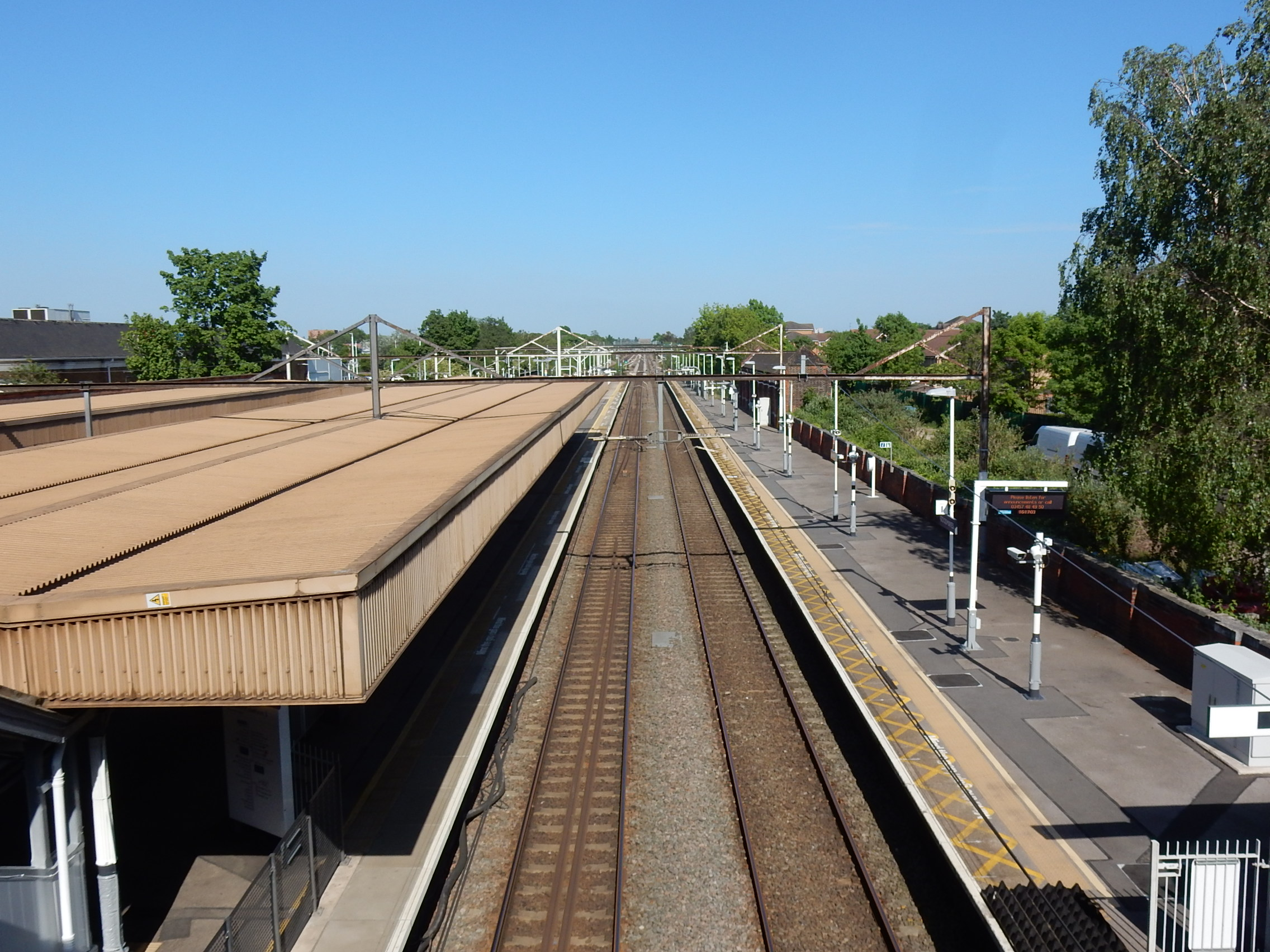
De perrons en sporen langs de langeafstandssporen.
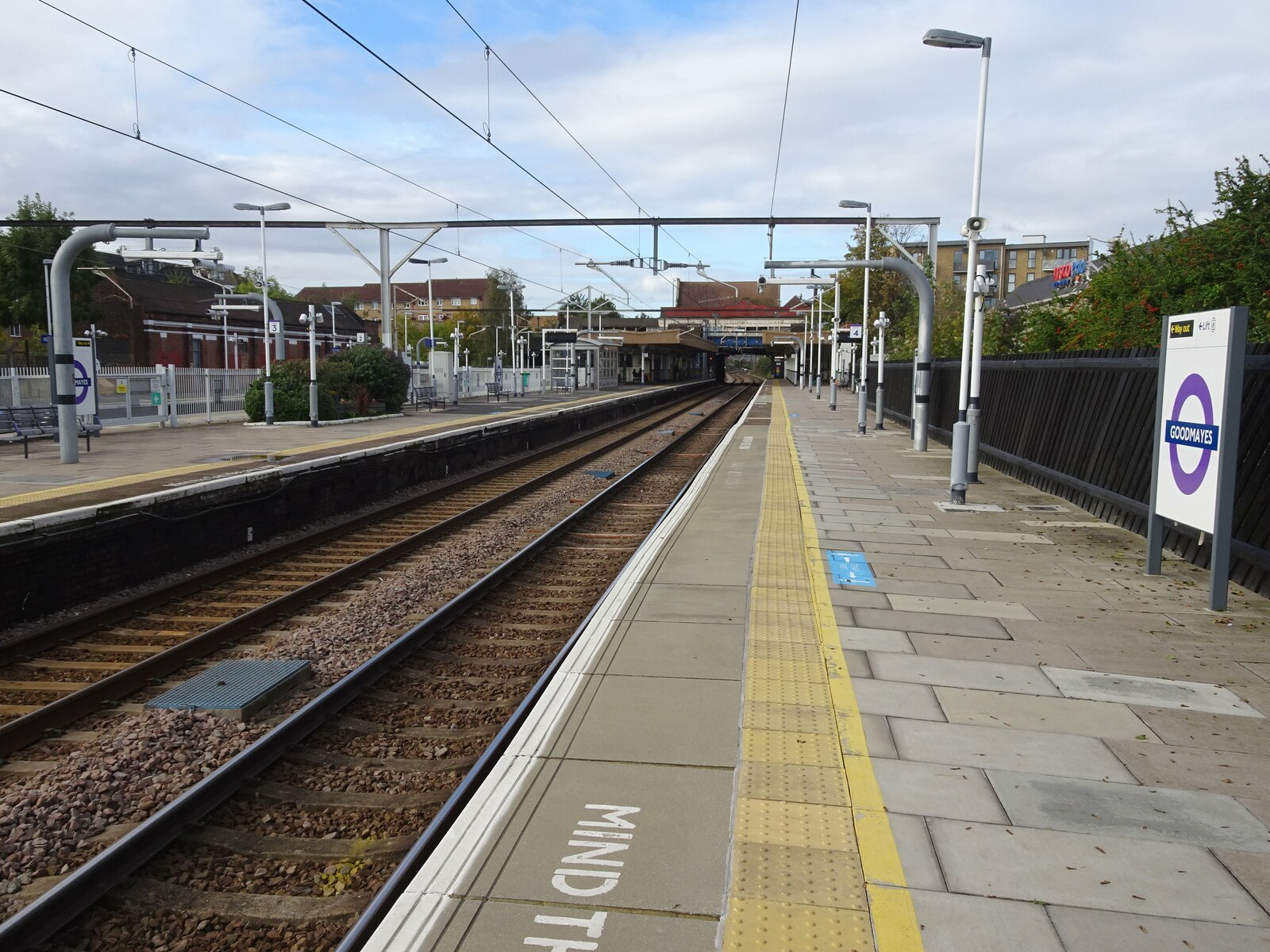
De perrons in de huisstijl van de Elizabeth line.

## Ligging en inrichting
Het station ligt op 14,9 km ten oosten van Liverpool Street in Redbridge, Engeland. Het stationsgebouw staat boven de twee noordelijkste sporen langs de brug waarmee de weg de spoorlijn kruist. De perrons liggen aan de oostkant, het noordelijke wordt gebruikt door de Elizabeth line richting Shenfield, het eilandperron wordt aan de noordkant gebruikt voor de Elizabeth line richting London. De andere twee sporen worden gebruikt door treinen die zonder stoppen passeren.

## Reizigersdienst

### Elizabeth line
De diensten ten oosten van Liverpool Street worden sinds 24 mei 2022 gereden onder de naam Elizabeth Line al moesten reizigers tot de opening van de tunnel tussen Whitechapel en Stratford, op 6 november 2022, in Liverpool Street overstappen tussen de bovengrondse perrons van het oostelijke deel van de lijn en de ondergrondse perrons van de rest van de Elizabeth Line. Enkele spitsdiensten tussen Gidea Park en Liverpool Street blijven bovengronds rijden, de rest rijdt door de tunnel tot Paddington. Vanaf het voorjaar 2023 zullen rechtstreekse diensten tussen Shenfield en Reading respectievelijk Heathrow worden aangeboden.

### Busverbindingen
| Lijn | Route                                                                            |
| ---- | -------------------------------------------------------------------------------- |
| 364  | Ilford - Seven Kings - Goodmayes - Becontree - Dagenham Heathway - Dagenham East |
| 387  | Little Heath - Goodmayes - Barking - Thames View Estate - Barking Reach          |